# Харитонюк Олена Іванівна
Оле́на Іва́нівна Харитоню́к (28 березня 1979, Цумань, Ківерцівського району, Волинська область) — українська поетеса. Членкиня НСПУ з 2014 року.

## Життєпис
При народженні Олені діагностували ДЦП. Проте це не зупинило її.
Була призером або переможцем різних конкурсів: Волинський обласний конкурс «Натхнення», «Світ волинської книги», «Молоді літератори» та ін.
Друкувалась у виданнях: «Гроно», «Бриз», «Вісник», «Віче», «Волинь», «Луцький замок» та альманасі «Світязь».
Поезію Харитонюк також публікували у «Волинській газеті».
Живе і працює в селищі Цумань (Волинська область).